# La Riereta (Avià)
La Riereta és una Granja de l'entorn de la riera de Clarà, al municipi d'Avià. Ha estat declarada patrimoni arquitectònic per la Generalitat de Catalunya i el seu número d'inventari és el 2960 (1990). Segons el mapa de patrimoni de la Diputació de Barcelona, el seu número de fitxa és el 08011/124. La Riereta és un edifici considerat patrimoni immoble que té un ús privat i que gaudeix de protecció legal al BPU, al ZEA, al POUM d'Avià i al DOGC del 12 de juliol de 2011. El seu estat de conservació és regular.

## Situació geogràfica i ubicació
La Granja de la Riereta està situada a l'entorn de Clarà, a prop de la riera homònima. Al seu voltant hi ha altres elements de patrimoni com el forn de la Bauma, el Molí de la Riereta, l'ermita de Sant Serni de Clarà i la masia de Lluert de Clarà.

## Descripció i característiques
La Riereta és una masia d'estructura clàssica coberta a dues aigües amb la façana cap a tramuntana. A ponent la masia té una eixida amb una gran balconada que reposa sobre el primer nivell adaptat com a magatzems i dependències agrícoles. Hi destaca la gran construcció de planta rectangular coberta a dues aigües que fou construïda a finals del segle xix seguint els models d'edifici industrial tot i que es va destinar a granges.
Dins de la granja s'hi conserva part de la compartimentació que es feu a finals del segle xix que servia per a separar els porcs. A més a més també s'hi conserven restes del tramvia i de la recollida d'aigües.
La casa és una construcció de la dècada de 1940. La seva façana està oberta a l'era a la part oriental de la casa. Té una coberta a dues vessants i el carener és perpendicular a la façana de tramuntana. A la pared de ponent la casa té uns sortida amb una gran balconada que està sobre el primer nivell que servia com a magatzems i dependències agrícoles.

## Història
La Riereta fou centre d'una de les primeres experiències d'agricultura i ramaderia moderna de la comarca. El seu propietari Josep Blanxart i Grau, advocat i periodista, membre de l'institut català de Sant Isidre hi va instal·lar a finals del segle xix un centre modern d'explotacions agropecuària: prats artificials, rotació de conreus, ferratges, fruiters i vinya, granges de gallines, porcs i cucs de seda. Els actuals propietaris de la granja n'han investigat la seva història i han recuperat documentació de la casa des del 1790. Durant la Guerra Civil Espanyola es va cremar la casa. Posteriorment fou reconstruïda.
El 1374 és la data de la primera referència històrica del mas de la Riera, que estava a unes terres de la parròquia de Sant Serni de Clarà. Tot i això, fins al 1767 no hi torna a haver cap més referència a la casa, al Cadastre del mateix any. El 1862, el seu propietari era el notari de Berga, Luis Blanxart, el fill del qual, Luis Blanxart i Grau (advocat i periodista), fou membre de l'Institut Català de Sant Isidre. Aquest fou el que va desenvolupar-hi un projecte d'agricultura industrial en el que hi va criar cucs de seda,gallines, porcs de la raça Yorkshire, a banda de vinyes i d'arbres fruiters.. Aquest és considerat un dels pioners de l'agricultura moderna, tot i que el seu projecte va fracassar.
La casa es va reconstruir perquè fou incendiada durant la Guerra Civil. En l'actualitat s'hi conserva una de les naus que va construir Blanxart.